# 圖帕克阿馬魯印加區
13°42′48″S 76°08′57″W / 13.7134°S 76.1491°W
圖帕克阿馬魯印加區（西班牙語：Distrito de Túpac Amaru Inca）是秘魯的一個區，位於該國中南部伊卡大區的皮斯科省，始建於1986年6月6日，面積55.5平方公里，海拔高度70米，2005年人口11,742，人口密度每平方公里210人。